# NGC 601
NGC 601 este o galaxie situată în constelația Balena. A fost descoperită în anul 1886 de către Frank Muller.